# Dendronephthya snelliusi
Dendronephthya snelliusi is een zachte koraalsoort uit de familie Nephtheidae. De koraalsoort komt uit het geslacht Dendronephthya. Dendronephthya snelliusi werd in 1966 voor het eerst wetenschappelijk beschreven door Verseveldt. 